# Giammaria Ortes

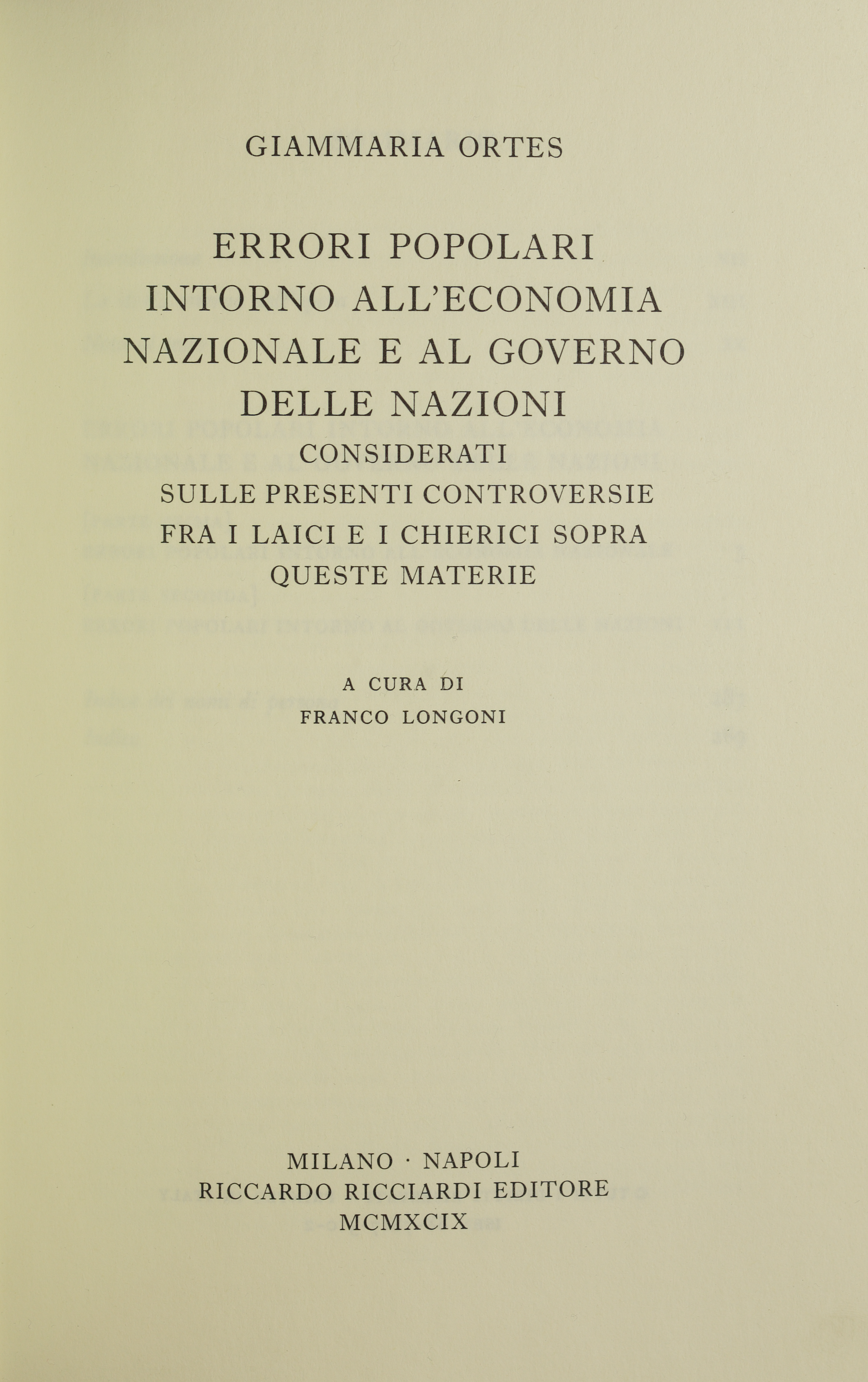
Errori popolari intorno all'economia nazionale e al governo delle nazioni, 1999

Giammaria Ortes (né le 2 mars 1713 à Venise et mort le 22 juillet 1790) est un intellectuel italien du XVIIIe siècle.
Il fait partie des pré-malthusiens et le présente comme un personnage intègre, indépendant et généreux, à la recherche des moyens d'augmenter le bonheur humain, un auteur « dont les sympathies s'orientaient vers les pauvres plutôt que vers les riches et les puissants. À travers toute son œuvre, nous le voyons régulièrement plaider en faveur d'une distribution plus égale du revenu, condamnant les inégalités de richesses et les guerres. Certains savants voient en lui un précurseur du socialisme ».
Intellectuel curieux et voyageur (il a visité Berlin, Vienne et Londres), sans l'anticléricalisme qui a pu caractériser les philospophes français, il produit des écrits qui s'opposent aux idées dominantes de l'époque, en particulier à propos de la natalité et du mariage ; peut être en réaction contre les « mercantilistes » qui voulaient alors accroître la population au moyen de primes au mariage. Ortes pensaient que de telles primes ne pouvaient qu'aggraver la mortalité et non faire croître la population (strictement selon lui déterminée par la production).

## Biographie

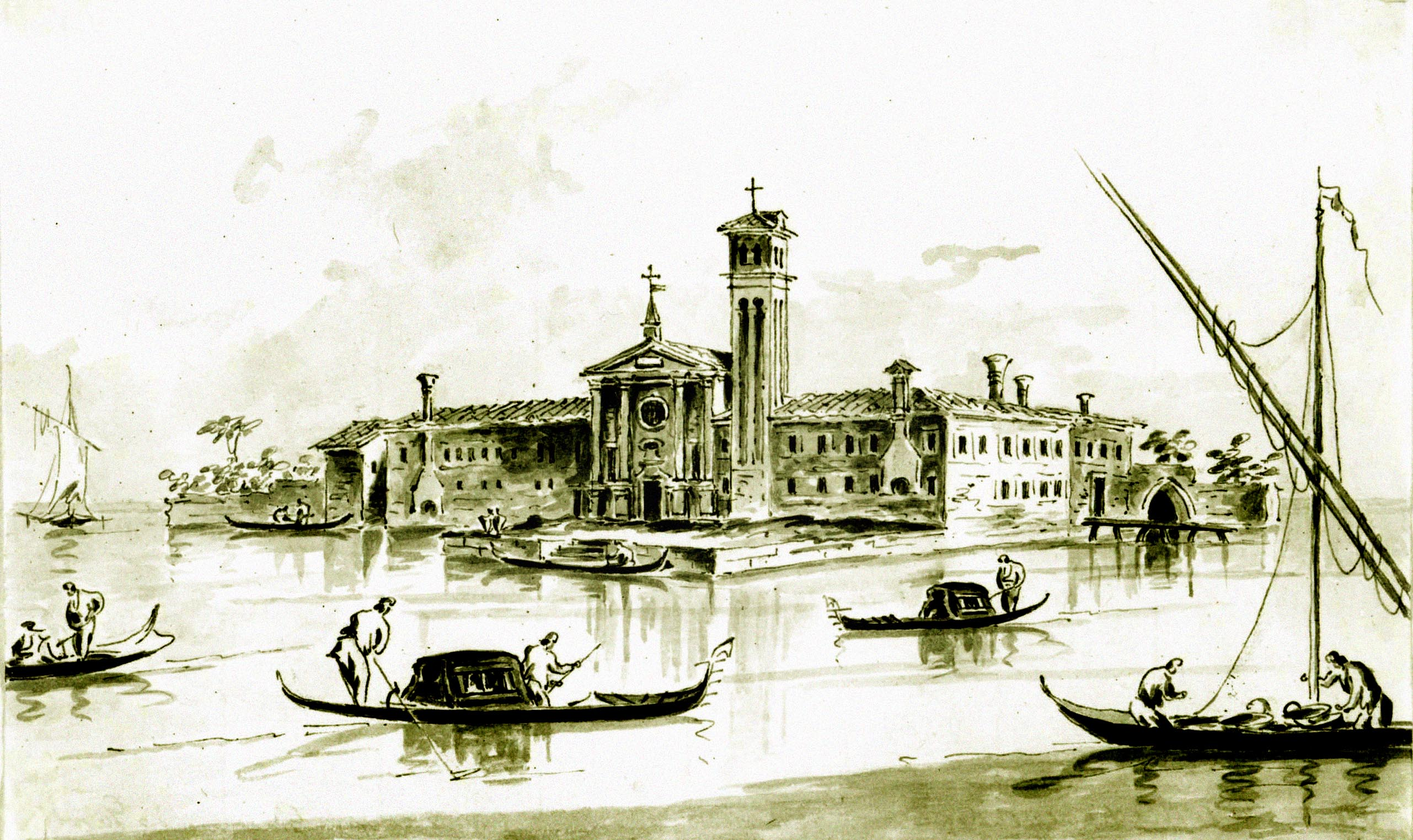
Le couvent San Mattia di Murano où le jeune Giammaria a fait ses études et où il a prononcé ses vœux le 6 mars 1729, avant d'en sortir en septembre 1734 pour continuer à étudier, dont avec Guido Grandi à Pise (ville universitaire dynamique) au monastère de San Michele di Borgo.
Dessin et lavis réalisé par Giacomo Guardi (1764–1835).

Né d'un père vénitien artisan verrier (dirigeant un atelier de perles de verre dites « contrarie »), dans une famille très religieuse (ses 3 frères et ses 2 sœurs sont tous entrés dans les ordres), le jeune Giammaria et passionné de musique et de poésie (il invente et écrit à 12 ans une petite pièce ; un drame sur les amours d'antiochus et de Stratonice). Très jeune (à 14 ans) il entre l'ordre camaldule (bénédictin), dans au Monastère de San-Mattia de Murano à Venise,, Il s'y décrit dans ses mémoires comme flegmatique. Il sort finalement des ordres ecclésiastiques à l'âge de 28 ans.

Il devient alors économiste, démographe essayiste indépendant. Il a entretenu un correspondance épistolaire avec Johann Adolf Hasse.
Il publie principalement :
- un bilan économique intitulé Economia Nazionale avec quelques notions de tendances et de prospective, appuyées sur l'idée que le nombre d'habitants d'une nation est conditionné par le produit national de celle-ci ou les richesses disponibles (au-delà d'un certain seuil il faut prendre à autrui des ressources qui ne sont plus disponibles sur son territoire, estimait Ortes, qui affirme aussi que le produit national ne peut être fourni que par environ la moitié de la société, l'autre moitié, incluant les jeunes, personnes âgées et les chômeurs et mendiants qui étaient alors nombreux en Italie. Cette partie de la société était selon lui normalement dépendante de la production nationale issue du travail de l'autre moitié de la société.
- Réflexions sur la population par rapport à l'économie nationale[8] (1775), considéré comme son œuvre maîtresse. L'auteur annonce dès la préface que cet ouvrage qu'il y défend une position diamétralement opposée aux vues couramment admises sur la démographie. Ce livre reprend une partie des notions économique développées dans son Economia Nazionale, mais l'auteur y ajoute un concept de limitation volontaire de la natalité visant à ne pas surexploiter les richesses qu'il nomme « le capital de biens de consommation » et qu'il considère comme finies (ce capital est principalement constitué pour Ortes des produits, végétaux et animaux pouvant d'être extraits de la terre et transformés ou apprêtés en vue de fournir des aliments, des vêtements ou des logements. 
En cela il préfigure aussi une approche capitaliste, si ce n'est qu'il considère que vu en termes de production per capita', le capital est limité par les ressources, quelles que soient les dimensions de la nation qui le produit. Il est donc aussi un des premiers théoriciens économistes à introduire clairement la surpopulation, bien qu'il ne la dénomme pas ainsi.

## Les propositions d'Ortes
Ortes a calculé pour son époque que la terre ne pouvait pas nourrir plus de trois milliards d'hommes, et il a estimé la population effective de son époque à un milliard, mais condamnée à croître excessivement sans régulation externes ou internes. Dans un monde idéal selon lui, une fois un optimum atteint (avant de dépasser la capacité maximale de la nation à assurer la subsistance de tous), la moitié de la population ne devrait pas travailler, et un célibat volontaire vertueux choisi par la moitié de cette même population pourrait diviser par deux la natalité naturelle. À la différence de Machiavel, il ne croit pas que l'invasion, la colonisation d'autres pays ou l'émigration soit une solution durable, et à la différence de Malthus, il pense qu'il faut aider et défendre les pauvres et les faibles.
Ortes estime en conséquence que l'humanité peut et doit s'auto-limiter pour ne pas dépasser les limites d'une croissance déraisonnable.
Bien que sorti des ordres, Ortes restera lui-même croyant pratiquant. Il présente le Célibat sacerdotal comme un exemple de modèle bénéfique et vertueux.
Pour cela, le servage et l'impôt arbitraire et superflu doivent être abolis, de même que les encouragements arbitraires des gouvernements à la natalité (par les primes au mariage), ainsi que les visées expansionnistes des États (conquérir de nouveaux territoires n'accroit que provisoirement la richesse moyenne par habitant rapidement perdue par un accroissement rapide de la population)...
Ceci devrait se faire au profit d'encouragements à la charité et à un partage plus équitable des richesses. Il pensait comme Malthus après lui, que les pauvres devraient moins se reproduire et qu'il est du devoir des États de les aider à être moins pauvres (Principe de charité).
La natalité n'est dans ses ouvrages conçue que dans le cadre du mariage, ce qui est en accord avec le contexte catholique dominant de l'époque.

## Critique
De nombreux auteurs estimeront que le progrès, l'intensification de l'agriculture et des productions manufacturières, ou l'accès à de nouvelles ressources encore inconnues, dont immatérielles font que la population n'est pas totalement dépendante de la production. Au contraire, pour Ortes : « Le capital de biens que j'ai exposé dans l'Économie nationale résulte des efforts conjugués des hommes. Dans la mesure où ce capital de biens s'accroît, demeure constant ou diminue, la population de la nation s'accroîtra, demeurera constante ou diminuera » ; ce qui peut varier selon les nations et leur gouvernance est la répartition du revenu et de la propriété, mais non le revenu moyen par tête.

## Théorie socio-économico-démographique
À une époque où les moyens de contraception étaient très limités, et interdits ou découragés par la religion (hormis le célibat pour les religieux eux-mêmes), Ortes estime qu'il y a un lien fort entre démographie et production et partage des richesses et du capital d'une nation.
Il estime que la tendance naturelle théorique est une croissance géométrique de la population : Il illustre son propos d'un exemple théorique du devenir d'une population initiale de 7 personnes (de 3 générations différentes, une génération moyenne correspondant à 30 ans dans son hypothèse) : un grand-parent, deux parents et quatre enfants formeront deux couples : chaque couple fait six enfants (dont deux mourront avant l'âge de vingt ans conformément aux statistiques de l'époque), alors que le grand-parent sera lui aussi décédé. Des huit enfants survivants, en présumant un nombre égal de garçons et filles se marieront environ 30 ans après le mariage de leurs parents. À la date du mariage de ces enfants survivront : deux grands-parents, quatre enfants et huit enfants mariés et prêts à procréer. S'ensuit une progression géométrique de la population.
Ortes sait qu'une telle progression (mathématiquement géométrique) n'a pas eu lieu dans le passé de l'humanité, ou uniquement sur de brèves périodes, car si la population avait grandi sans contraintes de cette manière depuis la date alors estimée de la création (6 000 ans plus tôt, dans on hypothèse) il n'y aurait au XVIIIe siècle déjà plus assez d'espace pour que tous les humains puissent être debout sur les terres émergées « Nous recouvririons la surface entière du globe, depuis les vallées les plus profondes jusqu'au sommet des plus hautes montagnes, entassés comme des harengs saurs dans leur caque »).
- Contrairement à l'opinion dominante de l'époque qui voulait qu'une démographie en croissance soit toujours bénéfique voire nécessaire à une nation, Ortes considère que dans un monde aux ressources limitées, « la population de tout pays, quel qu'il soit, doit rester en deçà de certaines limites » ; Il affirme que la nature de l'homme (son instinct de reproduction) fait qu'elle tend naturellement à croître selon une progression géométrique, par périodes de trente ans si elle n'est pas contrainte par des famines, guerres, épidémies ou par une auto-limitation volontaire[3].
- Ortes fait aussi une analyse sociale de la démographie, notant que les inégalités de revenu sont aussi des facteurs inhibant la fécondité (les riches faisant moins d'enfants pour moins avoir à partager leur richesse et de nombreux pauvres ne pouvant se marier ni élever des enfants)[3].
- Il estime aussi qu'un niveau élevé d'impôts atténue la natalité (dans les classes sociales qui en payent), de même que la pratique de la charité[3].
- Une répartition extrêmement inégale des revenus et du pouvoir est selon lui aussi un facteur de moindre natalité ; Il estime que ceux qui dépendent des largesses des riches sans produire eux-mêmes ce dont ils ont besoin (courtisans, sycophantes et pensionnés du monarque) ne font pas ou font peu d'enfants, car leurs revenus sont trop liés aux caprices et à la vie de leur débiteur. Par ailleurs, les militaires, esclaves et gens de maison, etc., ont une vie si précaire et pauvre qu'ils peuvent difficilement procréer et entretenir leur progéniture[3].

Ortes estime que ces différents facteurs cumulés expliquent que l'humanité n'a jamais pu dépasser trois milliards d'humains vivants, alors qu'avec son exemple de population initiale de sept individus aurait pu (sans aucun frein) atteindre ce chiffre au bout de seulement 840 ans.

## Contexte social, intellectuel et littéraire
Ces préoccupations pourraient selon Hans Overbeek venir du fait qu'Ortes vivait à Venise, un État-cité disposant de territoires limités, incapable d'autoproduire ses ressources alimentaires, en déclin (pour son influence, sa construction navale et son industrie textile devenue moins concurrentielles), et demeurant totalement dépendant du commerce international, alors qu'après les périodes difficiles de la peste noire) et des guerres contre les Turcs, sa population recommençait à croître (passée de 134 800 habitants en 1581 à 2 464 304 habitants en 1790 selon K. L. Běloch, soit environ 18 fois plus de bouches à nourrir et de personnes à loger) ; Ce siècle est aussi celui d'une remise en question du mercantilisme par des philosophes qui - parfois dans la lignée des utopistes des lumières - s'intéressent au bien commun, à l'intérêt général et au bonheur individuel.

## Publications
- Vita del padre D. Guido Grandi, abate camaldolese, matematico dello Studio Pisano sur Google Livres, Venise, Giambatista Pasquali, 1744 (Biographie de Guido Grandi)
- Dell’economia nazionale, Venise, 1774
- Sulla religione e sul governo dei popoli, Venise, 1780
- Saggio della filosofia degli antichi, esposto in versi per musica, Venise, 1757 ; édition moderne de Riccardo Donati, Gênes, San Marco dei Giustiniani, 2007
- Dei fedecommessi a famiglie e chiese, Venise, 1784